# Municipio de Stickney
El municipio de Stickney (en inglés: Stickney Township) es un municipio ubicado en el condado de Cook en el estado estadounidense de Illinois. En el año 2010 tenía una población de 40772 habitantes y una densidad poblacional de 1.242,08 personas por km².

## Geografía
El municipio de Stickney se encuentra ubicado en las coordenadas 41°46′23″N 87°46′26″O / 41.77306, -87.77389. Según la Oficina del Censo de los Estados Unidos, el municipio tiene una superficie total de 32,83 km², de la cual 32,35 km² corresponden a tierra firme y (1,45%) 0,48 km² es agua.

## Demografía
Según el censo de 2010, había 40 772 personas residiendo en el municipio de Stickney. La densidad de población era de 1242,08 hab./km². De los 40 772 habitantes, el municipio de Stickney estaba compuesto por el 78,62% blancos, el 1,91% eran afroamericanos, el 0,44% eran amerindios, el 2,19% eran asiáticos, el 0,05% eran isleños del Pacífico, el 14,46% eran de otras razas y el 2,33% pertenecían a dos o más razas. Del total de la población el 32,5% eran hispanos o latinos de cualquier raza.